# Adolfo Suárez

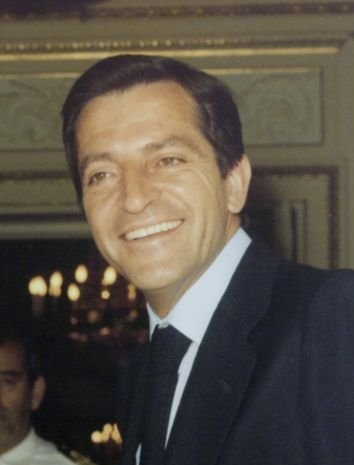
Adolfo Suárez (1978)

Adolfo Suárez González, 1. Herzog von Suárez (* 25. September 1932 in Cebreros, Provinz Ávila; † 23. März 2014 in Madrid) war ein spanischer Politiker und der erste demokratisch gewählte Ministerpräsident Spaniens nach dem Tod des Diktators Francisco Franco. Er war, eingesetzt und beauftragt von König Juan Carlos I., der Hauptbetreiber der Demokratisierung Spaniens. Im Januar 1981 trat er zurück.

## Leben

### Herkunft und frühe Karriere

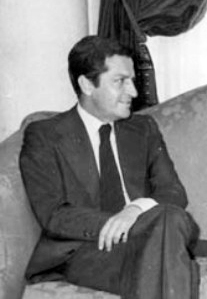
Adolfo Suárez (1979)

Wappen von Adolfo Suárez González, 1. Herzog von Suárez

Suárez, Sohn eines Rechtsanwaltes, stammte aus einer bürgerlichen Familie. Er begann ein Rechtswissenschaften-Studium an der Universität Salamanca, studierte nicht ohne Schwierigkeiten und promovierte an der Universität Complutense Madrid. Unter der Protektion von Fernando Herrero Tejedor, dem langjährigen Generalsekretär der franquistischen Partei, diente Suárez 18 Jahre lang in verschiedenen Verwendungen der Einheitspartei Falange Española Tradicionalista y de las JONS („Nationale Bewegung“, Movimiento Nacional). Als Exponent der Katholischen Aktion und Mitglied des einflussreichen Opus Dei (wie der Sohn seines Mentors, Suárez’ Freund und Weggefährte Luis Herrero, 2007 bestätigte) war er stark im kirchlichen Leben verwurzelt und mit den wirtschaftlichen und medienschaffenden Eliten des Regimes vernetzt. Seit 1958 stieg er im Generalsekretariat des Movimiento Nacional auf, war ab 1961 Chef des technischen Kabinetts des Generalvizesekretariats, wurde 1967 für Ávila Mitglied der franquistischen Cortes, von 1968 bis 1969 Zivilgouverneur von Segovia, von 1969 bis 1973 Generaldirektor für Rundfunk und Fernsehen, wo er seit 1964 tätig war, und ab 1973 Präsident des Verwaltungsrates der staatlichen Tourismusorganisation. Im April 1975 wurde er von Herrero Tejedor zum Vizegeneralsekretär der Bewegung nominiert. Als dieser am 12. Juni 1975 bei einem Autounfall ums Leben kam, wurde Suárez zum Generalsekretär der Bewegung berufen. Bis zum Tode Francos im November 1975 gehörte er dem ersten Kabinett Carlos Arias Navarro als Staatssekretär für die Nationale Bewegung an. Nach dem Tode Francos trat Suárez zurück und gründete die Unión del Pueblo Español (UPE, „Union des spanischen Volkes“).

### Transición
Am 1. Juli 1976 nötigte König Juan Carlos I. Carlos Arias Navarro (Ministerpräsident seit der Jahreswende 1973/74) zum Rücktritt. Am 3. Juli wurde Suárez vom König  mit der Regierungsbildung beauftragt. Zu dieser Zeit war Suárez den meisten Spaniern unbekannt. Von vielen, die Hoffnungen auf demokratische Reformen hegten, wurde er wegen seiner Karriere im franquistischen Apparat abgelehnt. Suárez, erst 43 Jahre alt, bewies einiges Geschick darin, eine Gruppe von Politikern seiner Generation um sich zu scharen, die ihre demokratischen Überzeugungen auf verschiedenen Wegen kundgetan hatten. Gemeinsam mit anderen ehemaligen Franco-Anhängern, die sich den Sozialdemokraten, Liberalen oder Christdemokraten angeschlossen hatten, wickelte er zwischen 1976 und 1979 das franquistische Regime ab, wobei es ihm gelang, Gegner und Anhänger des alten Systems zusammenzubringen: Einerseits überzeugte er skeptische Franquisten von der Notwendigkeit demokratischer Reformen, andererseits konnte er demokratische und linke Kräfte zum Verzicht auf Rache und Abrechnung mit den Vertretern des Regimes bewegen. In diesem Zusammenhang beförderte er u. a. die Selbstauflösung der franquistischen Cortes und ihre Ersetzung durch ein demokratisch gewähltes Zweikammerparlament, was mit Unterstützung von Torcuato Fernández-Miranda mit dem „Gesetz über die politische Reform“ (Ley para la Reforma Política) im November 1976 umgesetzt wurde. Dies, und die Zulassung politischer Parteien (einschließlich der kommunistischen PCE) und Gewerkschaften, vorangetrieben und von einem Referendum im Dezember 1976 mit einer Mehrheit von 95 % der abgegebenen Stimmen bestätigt, brachte ihm den Respekt der demokratischen Kräfte ein. Dem Generalleutnant Manuel Gutiérrez Mellado wurde als Vizeministerpräsident die Rolle zugewiesen, das Offizierskorps, soweit möglich, zu kontrollieren. Dieses bestand noch zu großen Teilen aus Teilnehmern des Bürgerkrieges, die das franquistische Regime befürworteten und unter einer demokratischen Regierung einen Linksruck und den Zerfall Spaniens befürchteten.

### Demokratie
Am 15. Juni 1977 wählte Spanien zum ersten Mal seit 1936 in freien allgemeinen Wahlen. Suárez gewann sie an der Spitze eines Wahlbündnisses konservativ-liberaler Ausrichtung, das sich Unión de Centro Democrático (UCD, „Union des Demokratischen Zentrums“) nannte und um seine Person scharte. Im Juli 1977 bildete Suárez bereits eine Regierung aus Fachleuten seiner Partei und Parteilosen. Die Cortes, die aus dieser Wahl hervorging, wurden zu einer Verfassunggebenden Versammlung. Die dort beschlossene Verfassung nahm das Volk in einem Referendum am 6. Dezember 1978 an. Gleichzeitig begann Suárez mit der Regionalisierung des durch Franco zentralisierten spanischen Staates, beginnend mit den Autonomiestatuten für Katalonien und das Baskenland, und legte ein Programm zur Sanierung der Wirtschaft und Steigerung der Steuergerechtigkeit vor. 1978 wurde Suárez auch Vorsitzender der UCD, gewann die nationalen Parlamentswahlen am 1. März 1979 zum zweiten Mal und blieb Regierungschef.

Im Januar 1981 trat er wegen der wachsenden Spannungen in seiner eigenen Partei und angesichts der großen politischen, sozialen und wirtschaftlichen Probleme des Landes zurück; Leopoldo Calvo-Sotelo Bustelo wurde zu seinem Nachfolger bestimmt und sollte am 23. Februar vom Parlament gewählt werden. In seiner zehnminütigen Rücktrittsrede am 29. Januar 1981 formulierte Suárez seine Botschaft an sein Land:

„Yo no quiero que el sistema democrático de convivencia sea, una vez más, un paréntesis en la Historia de España.“

„Ich möchte nicht, dass das demokratische System des Zusammenlebens wieder einmal ein bloßes Zwischenspiel in der Geschichte Spaniens bleibt.“

Beim Putschversuch vom 23. Februar 1981, während Suárez noch als geschäftsführender Regierungschef amtierte, bewies er eine beispielhafte Haltung, indem er sich den putschenden Offizieren der Guardia Civil im Parlament als einer von drei Abgeordneten widersetzte. Er versuchte zunächst von seinem Platz aus, Gutiérrez Mellado zu unterstützen, der sich den Putschisten als ranghöchster Militär im Saal in den Weg gestellt hatte. Als diese daraufhin Schüsse abgaben und den Abgeordneten befahlen, sich auf den Boden zu legen, blieb er ebenso wie der Kommunist Santiago Carrillo aufrecht an seinem Pult sitzen.

### Rückzug
Eine Woche nach seinem Rücktritt als Regierungschef trat Suárez auch als Parteichef zurück und wurde als Wirtschaftsanwalt tätig. Im Juli 1982 trat er aus der UCD aus und legte sein Parlamentsmandat nieder. Er gründete eine neue Gruppierung, das Centro Democrático y Social (CDS), die ihn am 5. Oktober 1982 zu ihrem Vorsitzenden wählte und in der Mitte links von der UCD angesiedelt war. Doch der dreiwöchige Wahlkampf bis zur Parlamentswahl, in dem die Auseinandersetzung um den Verbleib in der NATO dominierte, für den sich Suárez einsetzte, reichte für eine neue Profilierung nicht aus. Die CDS erhielt landesweit nur 2,8 Prozentpunkte und damit zwei Sitze in der Cortes. Seitdem arbeitete er weiter an seinem Comeback in der Politik, das ihm jedoch nicht mehr gelang.

### Letzte Jahre und Tod

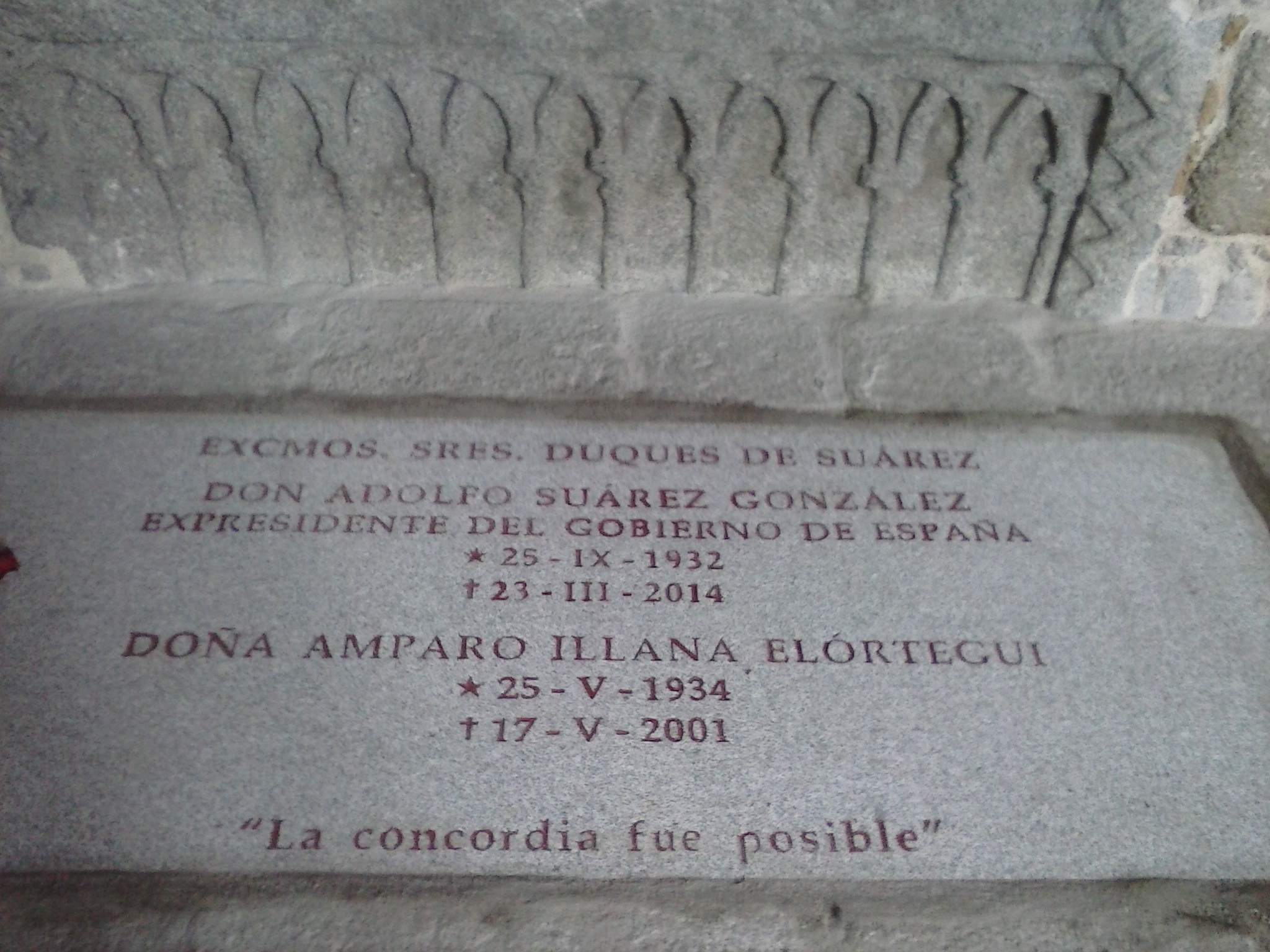
Kathedrale von Ávila, Grab von Adolfo Suárez

1991 zog er sich aus politischen und familiären Gründen aus der Politik zurück. Im Jahre 2005 gab sein Sohn bekannt, dass Adolfo Suárez seit zwei Jahren an Demenz leide und die Krankheit bereits ein fortgeschrittenes Stadium erreicht habe. Am 17. März 2014 wurde Suárez wegen einer Infektion der Atemwege in ein Madrider Krankenhaus gebracht. Am 23. März 2014 erlag er schließlich dieser Krankheit. Suárez erhielt ein Staatsbegräbnis und wurde nach dreitägiger Staatstrauer im Kreuzgang der Kathedrale von Ávila bestattet.

## Ehrungen
1996 erhielt er für seinen wichtigen Beitrag zur Transición, zum spanischen Übergang zur Demokratie, den Premio Príncipe de Asturias de la Concordia, den Prinz-von-Asturien-Preis für Eintracht des spanischen Kronprinzen. Der spanische König erhob ihn zum Herzog und ernannte ihn 2007 zum Ritter des Ordens vom Goldenen Vlies, wobei er den schwer an Demenz Erkrankten auch persönlich besuchte. Adolfo Suárez erhielt auch eine Reihe von Ehrendoktorwürden, unter anderem im Jahre 1998 durch die Polytechnische Universität Valencia.
Bereits im Februar 2009 hatte es Überlegungen gegeben, den Flughafen Madrid-Barajas zu Ehren von Adolfo Suárez umzubenennen. Am Tag nach Suárez’ Tod wurde die  Namensergänzung beschlossen, und seit dem 26. März 2014 heißt der Flughafen Aeropuerto Adolfo Suárez, Madrid–Barajas.
Postum erhielt Suárez am 24. März 2014 den Karl III.-Orden in seiner höchsten Stufe, die höchste zivile Auszeichnung, die in Spanien vergeben wird.

## Familie
Adolfo Suárez war mit Amparo Illana Elórtegui (1934–2001) verheiratet, mit der er fünf Kinder bekam. Seine Frau und seine ältere Tochter María Amparo (1963–2004, genannt Mariam) starben an Krebs. Seine zweite Tochter Sonsoles Suárez (* 1967) wurde als Sprecherin der Fernsehnachrichten bei Antena 3 bekannt. Sein Sohn Adolfo Suárez Illana (* 1964) wurde von José María Aznar zum Kandidaten der Volkspartei (PP) für das Amt des Präsidenten der Autonomen Gemeinschaft Kastilien-La Mancha vorgeschlagen, unterlag aber 2003 dem langjährigen Amtsinhaber José Bono von der Sozialistischen Partei (PSOE). Adolfo Suárez hatte vier jüngere Geschwister, drei Brüder und eine Schwester.